# Бранко Обрадовић (партизан)
Бранко Обрадовић (1912-1945) био је припадник партизанског покрета, командир чете и командант Романијског батаљона. За свог живота одликован два пута за заслуге у борбама.

## Биографија
Бранко Обрадовић рођен је у околини Сокоца 1912. године у селу Варошиште код Рогатице; рудар; члан КПЈ-а од 1942. године. Погинуо у борбама у марту 1945 код Сокоца.
Дјетињство је провео у свом селу. Једно Вријеме је радио као надничар, а неколико година као рудар у Руднику Кукавице, гдје је остао све до рата. Ту се укључио у рударски синдикат, а пред рат се повезао са неким комунистима који су по задатку долазили у рудник.
У НОВ је ступио августа 1941. године и међу првим њудима постао ативан припадник НОП. Учествовао је у припремама за устанак и у првим партизанским акцијама око Рогатице. Одмах се истакао као веома храбар борац. Због своје борбености и ауторитета у јединици крајем 1941. године постао је командир вода у Месићкој чети. Нио је снажан, одлучан и упоран; добро је обављао дужност командира. Борци су га цијенили и вољели. Послије III непријатењске офанзиве упућен је на теренски рад по селима око Месића. Кад је опет формиран Романијски одред, и Бранко је ступио у њега. Почетком љета 1944. године постао је командир чете у Романијској бригади, а у новембру исте године командант батаљона. За живота је два пута одликован. Скоро у свакој борби у којој је учествовао његов батаљон, Бранко је са митраљезом наступао у првим борбеним редовима.
Приликом напада на једно од посљедњих непријатељских упоришта у Источном дијелу Босне и Херцеговине -Поховац код Сокоца- био је тешко рањен и умро је после неколико сати од посљедица рањавања у селу Смртинићима на Гласинцу.